# 土井利章

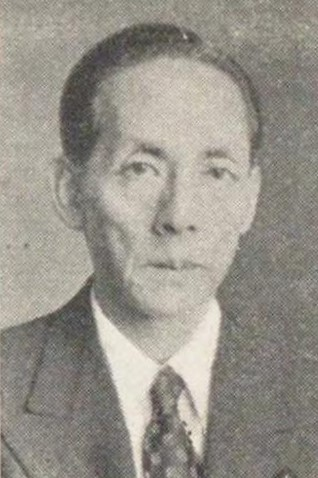
土井利章

土井 利章（どい としあき、1906年（明治39年）1月28日 - 1988年（昭和63年）1月27日）は、大正から昭和期の実業家、政治家、華族。貴族院子爵議員。

## 経歴
子爵・土井利剛の二男として生まれ、兄土井利康の死去に伴い、1923年（大正12年）11月20日、子爵を襲爵した。
学習院を経て、アメリカ合衆国に留学し、1927年（昭和2年）デーン・アカデミー英文科を卒業。さらに、ボストン、ニューイングランド音楽院器楽科を修了した。
1934年（昭和9年）自由学園男子部講師に就任。その他、日本レンズ工業専務取締役などを務めた。
1946年（昭和21年）5月10日、貴族院子爵議員補欠選挙で当選し、研究会に属して活動し、1947年（昭和22年）5月2日の貴族院廃止まで在任した。

## 親族
- 父 利剛（（大野）土井子爵家第2代）
  - 父方祖父 利恒（越前国大野藩8代藩主、（大野）土井子爵家初代）
- 母 麗子（れいこ、小笠原長守女、小笠原長育養女）[1][3]
- 妻 和子（かずこ、エドワード・ガントレット三女、新渡戸稲造養女）[1]
- 長男 利秀[1]
- 兄 利康（（大野）土井子爵家第3代）